# A.G.E.
A.G.E. (pour Advanced Galactic Empire) est un jeu vidéo de simulation développé et édité par Coktel Vision, sorti en 1991 sur DOS, Amiga et Atari ST. Il s'agit de la suite de Galactic Empire.

## Accueil
- Aktueller Software Markt : 7/12 (DOS)[1]